# ピアジェ (ブランド)
ピアジェ（Piaget ）はスイスの高級時計とジュエリーブランドである。
現在スイスの企業グループリシュモン傘下にある。伝統的に薄型時計を重視している。宝飾品はジャクリーン・ケネディ・オナシス、ジーナ・ロロブリジーダ、アンディ・ウォーホルなどの著名人たちに愛された。

## 歴史
- 1874年 - ジョルジュ・エドワール・ピアジェ（Georges-Edouard Piaget ）がジュラ山脈の小さな集落ラ・コート・オ・フェ（La Côte-aux-Fées ）[1]にあるピアジェ家の農場に最初の時計工房を開いた。懐中時計や高精度のムーブメントの制作に情熱を捧げた彼のもとに数々の有名時計ブランドが注文を寄せるようになり、ピアジェの名前はいち早くヌーシャテルを超えて広く知られるようになった。
- 1911年 - ジョルジュ-エドワールの息子ティモテ・ピアジェが会社の経営を引き継ぎ、腕時計の製造を開始した。[2]
- 1943年 - 創業者ジョルジュ-エドワールの孫ジェラルド・ピアジェとヴァランタン・ピアジェがにピアジェを時計ブランドとして商標登録し、ピアジェの名前が入った製品の製造を開始。
- 1945年 - ラ・コート・オ・フェに新しい工場を設けた。
- 1957年 - 初の手巻極薄メカニカルムーブメント、厚さ2mmのキャリバー9Pを発表。メンズウォッチ コレクション「エンペラドール」が発表され、ブランドを代表するウォッチとなる。
- 1959年 - ジュネーブに新しい工場とジュエリー専門ブティックをオープンした。
- 1960年 - 2.3mmと世界で最も薄い自動巻ムーブメント、キャリバー12Pが発表され、ギネスブックに認定された。

- 1964年 - ピアジェは、ラピスラズリ、ターコイズ、オニキス、タイガーズアイなどのハードストーン製の文字盤を備えた初のウォッチを発表。その後、高級時計を象徴するカフウォッチを製造。
- 1976年 - 当時最小であったクォーツムーブメント、キャリバー7Pを誕生させる。
- 1979年 - 「ピアジェ ポロ」[3]が登場、斬新なスタイルを特徴としブランドの象徴的な腕時計となる。
- 1980年 - この年からイヴ・ピアジェが指揮を取る。
- 1986年 - 「ダンサー」 コレクション発表。
- 1988年 - かつてヴァンドーム・グループとして知られていたリシュモン傘下に入り、1990年代に「ポセション」「タナグラ」「ライムライト」、付け替え可能なブレスレットが特徴の「ミス・プロトコール」などの新しいコレクションを次々と発表。
- 1999年 - 歴史的モデルの中から「エンペラドール」が復活。

- 2001年 - 、最高級時計を製造する新工場をジュネーブ近くのプラン・レ・ワットに設置。ムーブメントはこれまで同様ラ・コート・オ・フェで製造される一方で、プラン・レ・ワットの新工場には時計とジュエリーに関する40以上もの職種が集約されている[4]。同年、ピアジェは1970年代に誕生した「ピアジェ ポロ」のデザインをリニューアルし、「マジック リフレクション」という名の新しいコレクションも発表した。
- 2002年 - 初のピアジェ自社製トゥールビヨンムーブメント、キャリバー600Pを生み出す。これは、厚さがわずか3.5mmという世界で最も薄い角型ムーブメントとなった。
- 2004年 - 創業130周年を祝う。

## 製品

### 極薄ムーブメント
ピアジェは、極薄ムーブメント  の開発において常に先駆者的な存在であり続けている。かの有名なふたつのムーブメント －手巻ムーブメント キャリバー9P（1957年）と自動巻ムーブメント キャリバー12P（1960年）－ は、発表当時、それぞれのカテゴリーで最も薄いムーブメントであった。また近年ピアジェは、厚さを2.1mmまで抑えたキャリバー430P、450P、438Pの開発に力を注いでいる。これらの革新的ムーブメントは、「アルティプラノ」コレクションを中心に採用されている。

### トゥールビヨン ムーブメント
トゥールビヨン ムーブメントは、3年近い年月を経て開発された。その研究の成果が生んだキャリバー600Pは、世界で最も薄い角型トゥールビヨン ムーブメント（厚さ3.5mm）である。このムーブメントに使用されている重さたった0.2グラムのキャリッジは、チタン製の3つの受けを含む42個の極小の部品から成り、極めて高い性能を誇る。1本の軸だけで支えられているフライングタイプのトゥールビヨンはPの刻印の上にあしらわれ、均衡が崩れやすいという点でこのトゥールビヨン製造の難度をさらに高めている。キャリバー600Pの組立は熟練した時計職人のみに託され、トゥールビヨンの信頼性が最大限に高められている。

### スケルトン トゥールビヨン ムーブメント
コンプリケーションの象徴であるピアジェのフライングトゥールビヨンは、厚さ3.5mmと世界で最も薄い角型トゥールビヨンムーブメントである。
1分が60秒であることにちなんでデザインされているため放射状のギョーシェ装飾の本数は60本である。

### レトログラード ムーブメント
ピアジェのマニュファクチュールで設計、開発、製造が行われたキャリバー560Pは、レトログラードセコンドの複雑な表示機能を備えた自動巻メカニカルムーブメントである。レトログラードセコンド機能は12時の位置に配され、扇形の小窓の中を針が1から30まで移動し、30の位置まで達すると針は瞬時に0の位置に戻るよう設計されている。

### 自動巻ムーブメント
2006年、ピアジェは新世代の自動巻メカニカル ムーブメントを発表。その中に、中央に時・分・秒表示、ラージデイト表示、72時間のパワーリザーブを可能とするふたつの香箱を備えたキャリバー800Pがある。直径26.8mm（12リーニュ）、振動数21,600回/時（3ヘルツ）。チラネジ付テンプ。その派生モデルのキャリバー850Pは、スモールセコンドと第二時間帯表示用のふたつのインナーダイヤルに加え、メインの時間帯に連動したデイ/ナイトインジケーターを特徴としている。

### エナメル技法
伝統芸術を大切にしており現在でもエナメル細密画の技法を採用している。

### セッティングと宝石鑑定
ピアジェは、ジュネーブに最も大きなジュエリー工房を構えている。すべての貴石が手作業にてカット、調整、セッティングされる。
ダイヤモンドや貴石は、厳選された最高級のものだけが使用されている。例えばダイヤモンドはカラーG以上、クラリティーVVS以上と高い基準に適うものだけが選ばれ、社内規定に基づきあらゆる角度からダイヤモンドの質が吟味される。
ピアジェは「Council for Responsible Jewellery Practices」および「キンバリープロセス認証制度（Kimberley Process Certification Scheme ）」のメンバーであり、紛争に絡んだダイヤモンドは一切使用しない方針を遵守している。

## イベント－支援活動

### インディペンデント・スピリット・アワード
2008年、ピアジェはインディペンデント系映画作品を対象としたアメリカの映画祭であるインディペンデント・スピリット・アワードのスポンサーを務める。受賞セレモニーは2008年2月23日、カリフォルニアのサンタモニカにて行われた。
インディペンデント・スピリット・アワードの各部門受賞者は次の通り：
- 作品賞：『ジュノ』（監督：ジェイソン・ライトマン）
- 監督賞：ジュリアン・シュナーベル（『潜水服は蝶の夢を見る』）
- 脚本賞：タマラ・ジェンキンズ（『The Savages』）
- 主演女優賞：エリオット・ペイジ（『ジュノ』）
- 主演男優賞：フィリップ・シーモア・ホフマン（『The Savages』）
- 助演女優賞：ケイト・ブランシェット（『アイム・ノット・ゼア』）
- 助演男優賞：キウェテル・イジョフォー
- 外国語映画賞：『Onceダブリンの街角で』（監督：ジョン・カーニー）
- 新人作品賞：『ルックアウト/見張り』（監督：スコット・フランク）

### ピアジェ ブティック
ピアジェは世界84カ国に800以上の店舗を有している。ピアジェの代表的ブティックは、下記の大都市に所在する。
- パリ - ヴァンドーム広場に1992年にオープン。ピアジェ パリ店はフランスの首都パリの高級ブランドが軒を連ねるサントノーレ通り界隈にある。
- モナコ - ボザール通りに1980年にオープン。
- ベルリン - ベルリン市内のクアフュルステンダム通りに2002年オープン。
- パームビーチ - 大西洋に面したサウス カントリーロード。
- マイアミ - マイアミの中心地を通るコリンズ通りに位置している。
- ニューヨーク - 五番街にある。
- ラスベガス - パラッツォ ホテル。

## さまざまな賞の受賞とベストジュエラー賞の創設

### さまざまな賞の受賞
ピアジェはその歴史を通して、数々の賞を受賞してきた。
- 2000年、スイスの時計雑誌『 Montres Passion』がピアジェの「エンペラドール」に「ウォッチ・オブ・ザ・イヤー」を授与 [7]。
- ジュネーブ ウォッチ グランプリにて、2002年「ピアジェ1967」がデザイン賞を受賞[8]。また2003年には「アルティプラノXL」が極薄時計賞に[9]。
- ジュネーブ ウォッチ グランプリにて、「ライムライト パーティ」が2006年のレディースジュエリーウォッチ賞を受賞[10]。
- 2006年、「ライムライト パーティ」がスペイン版ヴォーグ誌で「2006年の最も美しい腕時計」賞を受賞[11]。
- フランスの時計専門誌『La Revue des Montres』が主催する「ウォッチ・オブ・ザ・イヤー2007」で「ピアジェ ポロ クロノグラフ」がクロノグラフ賞を受賞[12]。
- 時計と宝石の専門誌『Alam Assaat Wal Moujawharat』が主催する「ウォッチ・オブ・ザ・イヤー2007」で、「エンペラドール」が「メンズウォッチ・オブ・ザ・イヤー」に[13]。
- ベルギーの時計専門誌『 Passion des Montres』の主催する「ウォッチ・オブ・ザ・イヤー2007」で「ライムライト シークレットウォッチ」がレディースウォッチ賞を受賞[14]。

.

### ピアジェ ベストジュエラー賞
ピアジェは2005年、ベストジュエラー賞を創設。この賞は、certificat Fédéral de Capacité（スイスの教育システムの中で与えられる免状のひとつ）を特に優秀な成績で収めた生徒に贈られる。この賞の最初の受賞者は、ドリアン・ルコルドン。

## 参考
1. ↑   “アーカイブされたコピー”. 2008年10月24日時点のオリジナルよりアーカイブ。2008年10月27日閲覧。.
2. ↑  ピアジェの歴史.
3. ↑  ピアジェ ポロ (1979年) .
4. ↑  ピアジェ クラフツマンシップ.
5. ↑  ピアジェ 極薄ムーブメント.
6. ↑  インディペンデント・スピリット・アワード Archived 2008年10月6日, at the Wayback Machine..
7. ↑   高級時計 特設サイト.
8. ↑  ジュネーブ ウォッチ グランプリ.
9. ↑  ジュネーブ ウォッチ グランプリ Archived 2008年5月6日, at the Wayback Machine..
10. ↑   ジュネーブ ウォッチ グランプリ.
11. ↑  スペイン版ヴォーグ誌  Archived 2012年5月29日, at Archive.is.
12. ↑  『La Revue des Montres』 Archived 2007年12月6日, at the Wayback Machine..
13. ↑  Alam Assaat Wal Moujawharat Magazine organizes.
14. ↑  レディースウォッチ賞 「ライムライト シークレットウォッチ」(lesoir.be).